# محمد دوم پادوسپانی
استندار شمس‌الملوک محمد پور شاه کیخسرو یا محمد دوم بیست و نهمین فرمانروای دودمان پادوسپانیان بود که میان سال‌های ۷۱۲ تا ۷۱۷ هجری در رویان و رستمدار حکومت داشت. وی پیش از مرگ پدر شورش‌هایی که علیه حکومت پیش آمد را سرکوب نمود. محمد به خانقاه‌های دراویش توجه ویژه‌ای داشت. وی با باوندیان ارتباط نزدیکی داشت و با شاه کیخسرو باوندی قوم و خویش و متحد بود. محمد با ایلخانان الجایتو و ابوسعید بهادر معاصر بود.